# Alvarjordfly
Alvarjordfly, Euxoa adumbrata, är en fjärilsart som beskrevs av Eduard Friedrich Eversmann 1842. Enligt Catalogue of Life är det istället en underart till Chorizagrotis lidia, således Chorizagrotis lidia adumbrata Eversmann, 1842. Alvarjordfly ingår i släktet Euxoa, och familjen nattflyn, Noctuidae. Enligt både den svenska och den finländska rödlistan är arten nära hotad i respektive land. I Sverige förekommer arten på Öland, Gotland och något fynd av arten i Blekinge. I Finland förekommer den på lämpliga miljöer i södra halvan av landet. Artens livsmiljö är i Sverige främst öppen alvarhed och stränder med klappersten av silurkalksten. I Finland är livsmiljön sandmarker med grusgropar och torra och karga åsmoar.